# 李敬 (嘉靖進士)
李敬（1510年—？），字直夫，號内菴、又号羅村，陝西西安府涇陽縣人，民籍，明朝政治人物。

## 生平
陝西鄉試第十九名舉人。嘉靖二十六年（1547年）中式丁未科會試第二百九十四名，登第二甲第三十八名進士。户部觀政，授户部主事，督临清倉，歷员外、郎中，出为湖广副使。

## 家族
曾祖李節；祖父李錦；父李蘭，母王氏；繼母張氏、程氏。具庆下。兄李愛。弟李豸、李采、李徵、李宦。子李绍诗（李光延）。